# Bellum Africum
Като Африканска война (на латински: Bellum Africum) се нарича походът на Гай Юлий Цезар по време на римските граждански войни против привържениците на Гней Помпей и Сенатските партии в римската провинция Африка.
След Битката при Фарсал противниците на Цезар се събират и сключват съюз с Юба I, кралят на Нумидия. След по-малко от шест месеца войната свършва 46 пр.н.е. чрез победата на Цезар в Битката при Тапс.
Като bellum Africum или Commentarius de bello Africo („Доклад за африканската война“) се нарича тогавашният разказ за похода, който е заедно с произведенията на Цезар, но най-вероятно не е написан от него.